# Мадженти, Мария
Мария Мадженти (англ. Maria Maggenti) — американский режиссёр, сценарист и продюсер, номинант на главную премию кинофестиваля «Сандэнс» в 2006 году. Мадженти как режиссёр известна благодаря фильму 2006 года «Пуччини для начинающих», а в начале карьеры она снимала документальные и короткометражные фильмы. На телевидении она работала над сериалами «Без следа» (2003—2004) и «90210: Новое поколение» (2009—2010). В 2011 году она написала сценарий к фильму «Монте-Карло», а после начала работать над ремейком фильма «Грязные танцы». В 2012 году она продала сценарий и идею сериала «Убийство на Манхэттене» с Энни Поттс в главной роли.